# Tanzanit
Tanzanit är en blå och lila variant av mineralet zoisit som innehåller små mängder vanadin. Tanzanit förekommer bara i Tanzania, i ett mycket litet gruvdistrikt, omkring 7 km långt och 2 km brett i närheten av Mereranibergen.
Tanzanit uppvisar mycket kraftig trikroism, och upplevs blå, lila eller vinröd beroende på kristallernas orientering. Tanzanit kan också upplevas olika beroende på ljusförhållanden. De blå framhävs i lysrörsljus och det lila framhävs i glödlampsljus. Obehandlad är tanzanit rödaktigt brun till genomskinlig och den behöver hettas upp för att de brunaktiga slöjorna ska försviunna och för att det blålila ska framträda.
Tanzanit är en av världens mer sällsynta ädelstenar och den första hittades i närheten av Kilimanjaro 1967. Det var smyckeföretaget Tiffany & Co. i New York som myntade namnet tanzanit eftersom den bara förekommer i Tanzania. Det vetenskapliga namnet "blå-violett zoisit" ansågs inte tillräckligt konsumentvänligt av Tiffanys marknadsavdelning, som lanserade ädelstenen på marknaden 1968.

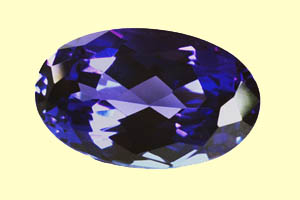
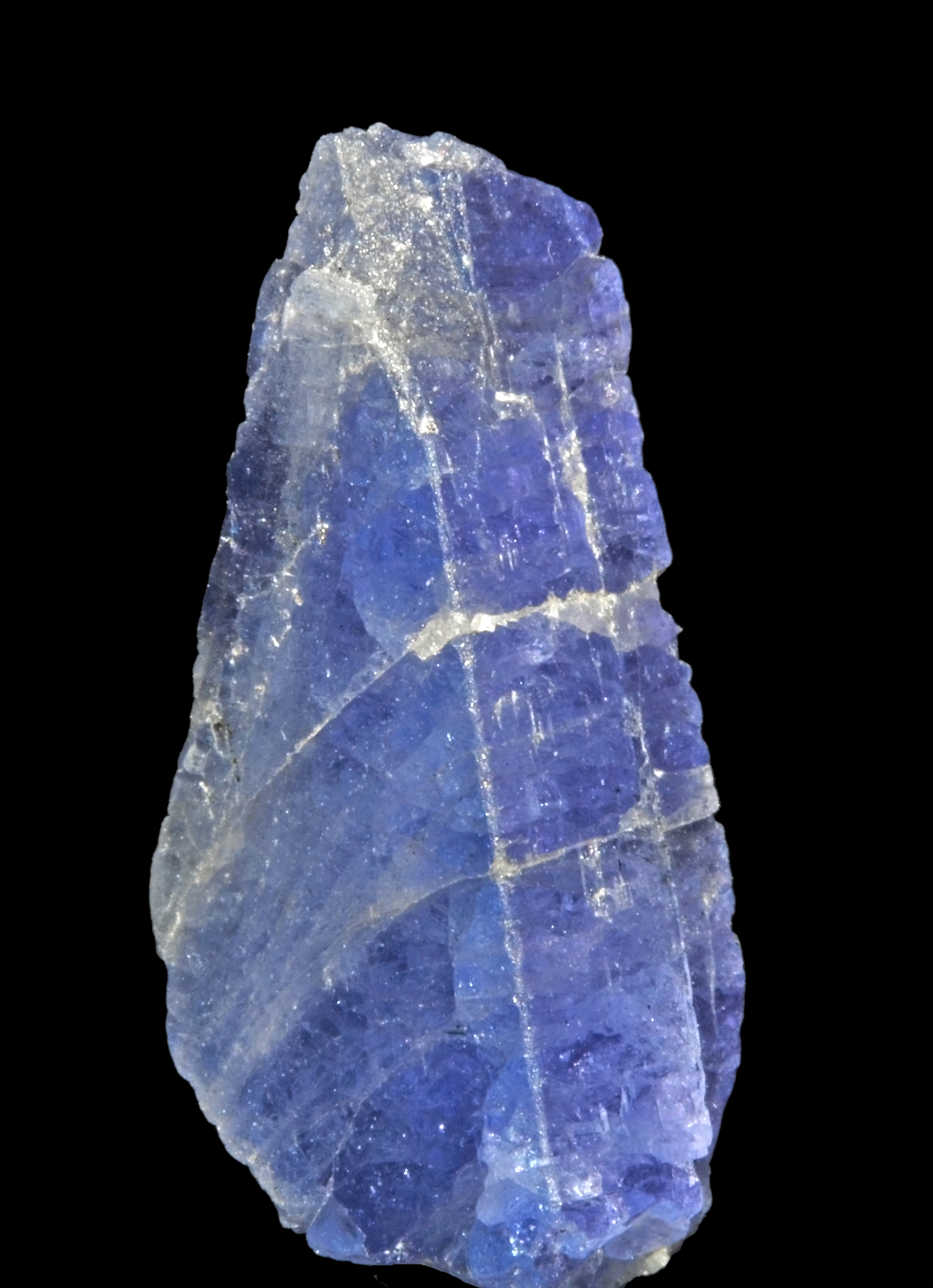
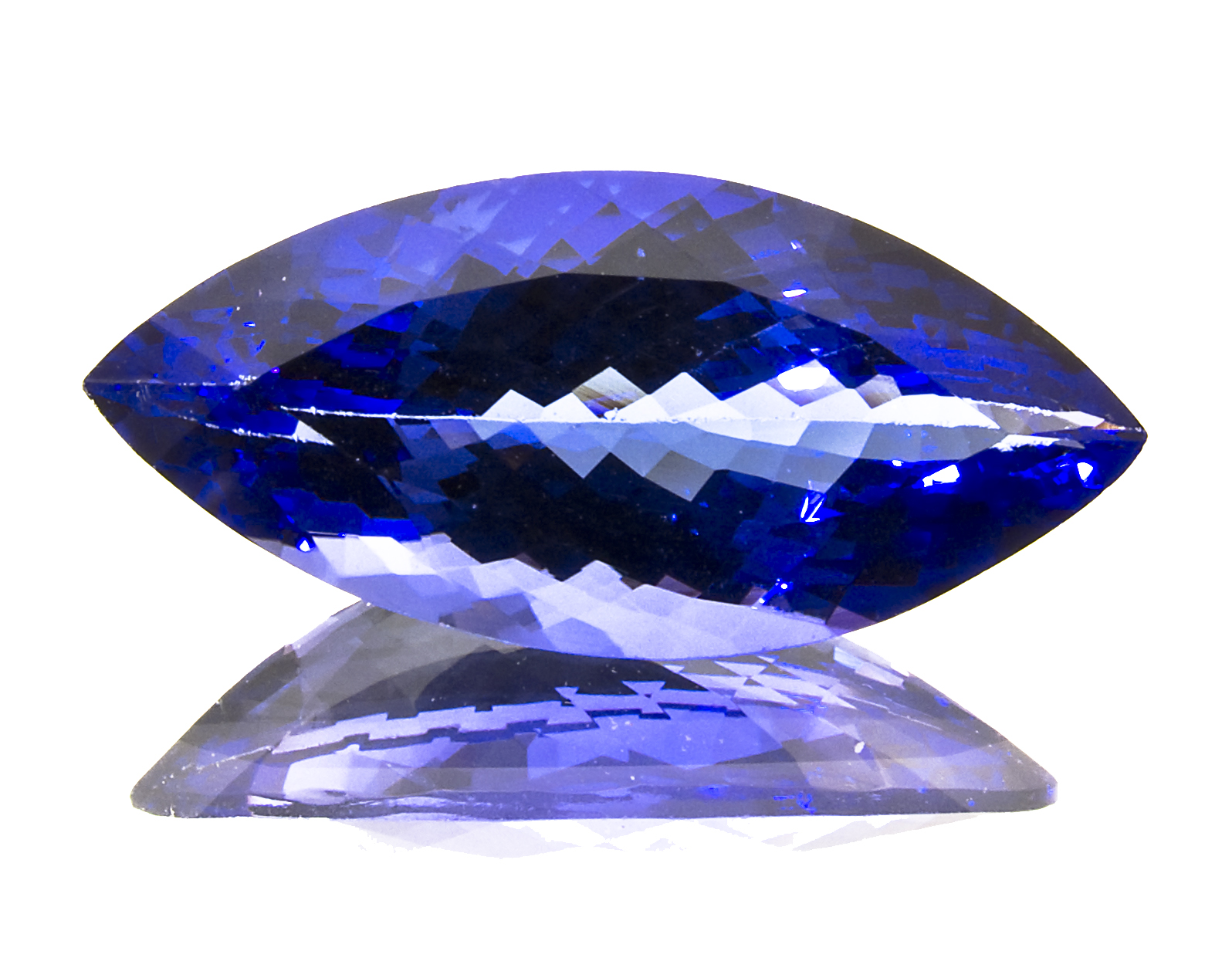
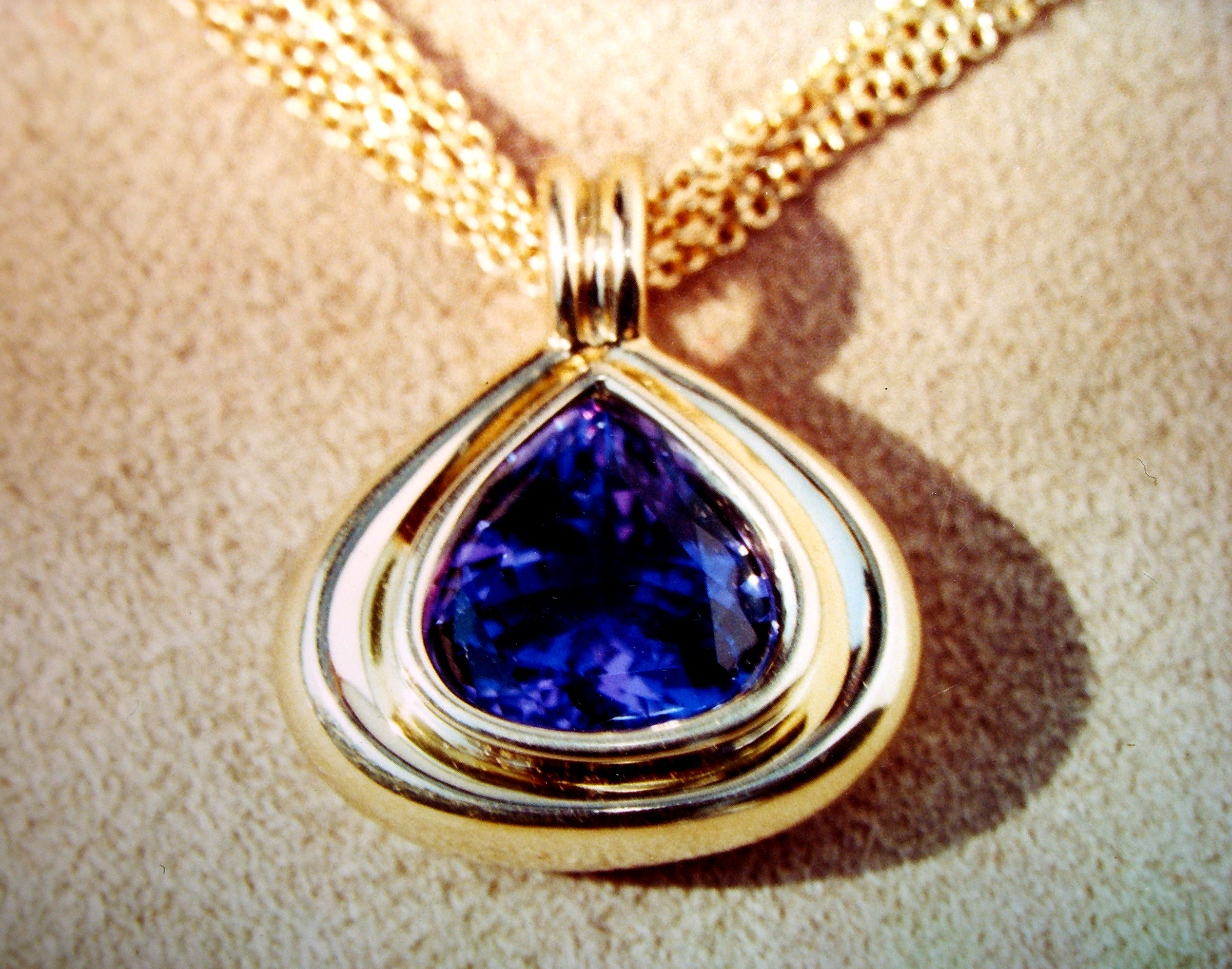